# Austracoenonica laminaris
Austracoenonica laminaris – gatunek chrząszcza z rodziny kusakowatych i podrodziny rydzenic, jedyny z monotypowego rodzaju Austracoenonica.
Rodzaj i gatunek typowy opisał po raz pierwszy w 2015 roku Roberto Pace na łamach „Beiträge zur entomologie”. Jako lokalizację typową wskazano Mount Tambourine w australijskim Queenslandzie. Epitet gatunkowy nawiązuje do blaszki (lamina) wewnątrz edeagusa.
Chrząszcz o wydłużonym, wypukłym, błyszczącym, pozbawionym siateczkowania ciele długości 2,4 mm. Głowa jest ruda, gęsto i powierzchownie punktowana, o skroniach krótszych niż oczy i zaopatrzonych w bruzdy. Czułki są brązowe z rudymi członami pierwszym, drugim i trzecim oraz żółtym jedenastym; człony pierwszy i drugi są równych długości i dłuższe niż trzeci, a człony od czwartego do dziesiątego mają kształt poprzeczny. Głaszczki szczękowe budują cztery stosunkowo wąskie człony. Warga dolna ma długi i krótko podzielony języczek, sterczące ku przodowi szczecinki na przyjęzyczkach, wyciętą przednią krawędź bródki i dwuczłonowe głaszczki. Rude przedplecze jest gęsto i powierzchownie punktowane. Rude pokrywy mają gęste ziarenkowanie. Wyrostek śródpiersia jest na szczycie zaostrzony. Odnóża są żółtawoczerwone. Stopy przedniej i środkowej pary budują cztery człony, a ostatniej pięć członów. Odwłok jest rudy, wyraźnie punktowany, u samca na piątym tergicie z ostrym, pośrodkowym kilem niedochodzącym do jego tylnej krawędzi.
Owad endemiczny dla Australii, znany tylko z lokalizacji typowej. 